# Heterocerus inciertus
Heterocerus inciertus är en skalbaggsart som först beskrevs av José Fernando Pacheco 1964.  Heterocerus inciertus ingår i släktet Heterocerus och familjen strandgrävbaggar. Inga underarter finns listade i Catalogue of Life.